# Ladislav Almási
Ladislav Almási (* 6. März 1999 in Bratislava) ist ein slowakischer Fußballspieler.

## Karriere

### Verein
Almási begann seine Karriere beim FK Senica. Im Februar 2016 stand er gegen FO ŽP ŠPORT Podbrezová erstmals im Profikader von Senica. Sein Debüt in der Fortuna liga gab er im März 2016, als er am 21. Spieltag der Saison 2015/16 gegen den FC Zlaté Moravce in der 69. Minute für Dávid Leško eingewechselt wurde. Bis Saisonende kam er zu sechs Erstligaeinsätzen, in denen er ein Tor erzielte.
Im August 2016 wechselte er zum Ligakonkurrenten DAC Dunajská Streda. In seinen ersten zweieinhalb Jahren beim DAC kam er allerdings nur zweimal zum Einsatz. Im Januar 2019 wurde er an den Zweitligisten FC ŠTK 1914 Šamorín verliehen. Bis zum Ende der Leihe kam er zu 13 Einsätzen in der zweiten Liga, in denen er viermal traf. Zur Saison 2019/20 wurde er an den ebenfalls zweitklassigen FC Petržalka 1898 weiterverliehen. Für Petržalka kam er bis zur Winterpause zu 13 Zweitligaeinsätzen und erzielte dabei elf Tore. In der Winterpause wurde die Leihe vorzeitig beendet und Almási wechselte zu Dunajská Stredas Ligakonkurrenten MFK Ružomberok. Für Ružomberok absolvierte er bis Saisonende sieben Spiele in der Fortuna liga, in denen er zwei Tore erzielte.
In der Saison 2020/21 kam der Stürmer bis zur Winterpause 14 Mal in der höchsten slowakischen Spielklasse zum Einsatz und machte sechs Tore. Im Januar 2021 wechselte er leihweise nach Russland zu Achmat Grosny. Für die Tschetschenen kam er bis zum Ende der Leihe zu acht Einsätzen in der Premjer-Liga. Nach dem Ende der Leihe kehrte Almási allerdings nicht mehr in die Slowakei zurück, sondern wechselte zur Saison 2021/22 nach Tschechien zu Baník Ostrava. Nachdem er dort lange zum Stammpersonal gehört hatte, folgte im Winter 2023/24 eine Leihe zum kroatischen Erstligisten NK Osijek. Nach seiner Rückkehr ein halbes Jahr später folgte sofort ein weiteres Leihgeschäft an seinen ehemaligen Klub DAC Dunajská Streda. Die dritte Ausleihe in Serie folgte dann im Februar 2025 an den Zalaegerszegi TE FC nach Ungarn.

### Nationalmannschaft
Almási kam zwischen Oktober 2015 und März 2016 zu vier Einsätzen für die slowakische U-17-Auswahl. Im August 2018 absolvierte er dann drei Testspiele für die U-18 seines Landes. Von September 2019 bis November 2020 spielte er neunmal für das U-21-Team. In diesen 16 Nachwuchsländerspielen erzielte er insgesamt fünf Treffer.
Am 8. Oktober 2010 gab Almási dann auch sein Debüt für die slowakischeA-Nationalmannschaft im WM-Qualifikationsspiel gegen Russland. Bei der 0:1-Auswärtsniederlage in der Ak Bars Arena von Kasan wurde er in der 80. Minute für Lukáš Haraslín eingewechselt. Bis zum Juni 2002 bestritt der Stürmer weitere acht Länderspiele, wurde seitdem jedoch nicht mehr in die Auswahl berufen.